# Odenwaldkreis
Odenwaldkreis je okrug u njemačkoj pokrajini Hessen. Oko 98.092 stanovnika živi u okrugu površine 623,97 km².

## Gradovi i općine u okrugu
| Gradovi                                                       | Općine |
| ------------------------------------------------------------- | --- |
| 1. Bad König 2. Breuberg 3. Erbach 4. Michelstadt 5. Oberzent | 1. Brensbach 2. Brombachtal 3. Fränkisch-Crumbach 4. Höchst im Odenwald 5. Lützelbach 6. Mossautal 7. Reichelsheim |

## Vanjske poveznice
- Službena stranica (njem.)